# 리쿠젠토구라역
리쿠젠토구라역(일본어: 陸前戸倉駅)은 일본 미야기현 모토요시군 미나미산리쿠정에 위치한 동일본 여객철도 게센누마 선의 철도역이다. 단선 승강장 1면 1선의 구조를 갖춘 지상역이며, 2011년 3월에 발생한 동일본 대지진의 여파로 인해, 열차 운행은 잠정 중단되어, 현재는 BRT로 대체 운행되고 있다.

## 이용 현황
| 연도     | 1일 평균 | 연도     | 1일 평균 |
| 2013년도 | 9        | 2014년도 | 10       |
| -------- | -------- | -------- | -------- |

## 역 주변
- 국도 제45호선 · 국도 제398호선
- 시즈가와 만

## 역사
- 1977년 12월 11일 : 일본국유철도 게센누마 선의 역으로서 개업.
- 1987년 4월 1일 : 일본국유철도 분할 민영화에 의해, 동일본 여객철도가 승계.
- 2011년 3월 11일 : 동일본 대지진으로 발생했던 쓰나미의 피해를 받아 유실.
- 2012년 8월 20일 : BRT로 임시 복구. 역은 국도 위에 이설.
- 2013년 9월 5일 : 버스 전용차로 연장에 의해, BRT용 역사를 구) 역사에 있던 장소로 정비해 역을 이설.
- 2020년 4월 1일 : 야나이즈 역 - 게센누마 역 간의 철도 사업 폐지로 인해 철도역으로는 폐역됨.

## 인접 역
| 게센누마 선                  | 게센누마 선   | 게센누마 선            |
| ---------------------------- | ------------- | ---------------------- |
| 리쿠젠요코야마 마에야치 방면 | ■ 게센누마 선 | 시즈가와 게센누마 방면 |